# Valhascos
Valhascos es una freguesia portuguesa del concelho de Sardoal, con 8,34 km² de superficie y 385 habitantes (2001). Su densidad de población es de 46,1 hab/km².